# Eclipse solar del 4 de diciembre de 2021
El 4 de diciembre de 2021 se produjo un eclipse solar en la Antártida, sur de Sudamérica, de África y de Oceanía; y del océano Austral, sur del Atlántico, sur del Índico y sur del Pacífico. Destacó especialmente en la Antártida, donde alcanzó cobertura total, único continente donde se hizo presente la fase de totalidad en su zona occidental, y abarcó por completo ese continente (ya sea de forma parcial o total).
Un eclipse solar ocurre cuando la Luna pasa entre la Tierra y el Sol, oscureciendo así total o parcialmente la imagen del Sol para un espectador en la Tierra. Un eclipse solar total ocurre cuando el diámetro aparente de la Luna es mayor que el del Sol, bloqueando toda la luz solar directa, convirtiendo el día en oscuridad.

## Recorrido
La banda de totalidad pasó un camino estrecho a través de la superficie de la Tierra, con el eclipse solar parcial visible a lo largo de una región circundante a miles de kilómetros de ancho. Este eclipse fue inusual, ya que el camino del eclipse total se movió de este a oeste a través de la Antártida Occidental, mientras que la mayoría de los caminos de eclipse se mueven de oeste a este. Esta inversión solo es posible en regiones polares.

## Características
El eclipse tuvo una duración máxima, en su fase de totalidad, de 1 minuto y 54 segundos. En las zonas de visibilidad de cobertura al 100 %, tuvo una duración total de una hora y seis minutos, comenzando a las 07:00 h y finalizando a las 08:06 UTC. A pesar de que sucedió durante horarios propios de la noche (en ciertas zonas del continente Antártico y Océano Austral), pudo ser avistado gracias al fenómeno del sol de medianoche.
Fue el eclipse número 13 de la serie Saros 152, y tuvo magnitud 1,0367 y 418,6 km de ancho de banda. Ha sido el 14° eclipse solar total del siglo XXI y el segundo sobre el continente Antártico del mismo siglo. Ha sido, además, el último de la tríada 2019-2021 de eclipses solares totales en Chile. El próximo eclipse solar total en Antártida ocurrirá el año 2039.

## Lugares de visibilidad
| Continente u océano | País                   | Lugar                                               | Duración del eclipse                 | Porcentaje de cobertura | Inicio del eclipse en UTC | Máximo del eclipse en UTC | Fin del eclipse en UTC |
| ------------------- | ---------------------- | --------------------------------------------------- | ------------------------------------ | ----------------------- | ------------------------- | ------------------------- | ---------------------- |
| Antártida           | [No aplica]            | 76.8°S 46.2°W, Antártida Occidental                 | 1h 6m; (1m 54s en cobertura total)   | 100 %                   | 07:00                     | 07:33                     | 08:06                  |
| Antártida           | Australia              | Base Davis                                          | ?m ?s (cobertura total)              | 100 %                   | ??:??                     | ?:?                       | ??:??                  |
| Antártida           | Chile                  | Estación polar científica conjunta Glaciar Unión    | 1h 43 m; (0m 51s en cobertura total) | 100 %                   | ??:??                     | ?:?                       | ??:??                  |
| Antártida           | Chile                  | Base General Bernardo O'Higgins                     | 1h 38m 6s (solo parcial)             | 96,4 %                  | 06:29                     | 07:17                     | 08:07                  |
| Antártida           | Chile                  | Villa Las Estrellas                                 | ?h ?m                                | %                       | ??:??                     | ?:?                       | ??:??                  |
| Antártida           | Estados Unidos         | Base Amundsen-Scott                                 | 1h 49m 43s (solo parcial)            | 91,6 %                  | 06:59                     | 07:54                     | 08:49                  |
| Antártida           | Estados Unidos         | Base McMurdo                                        | 1h 45m 47s (solo parcial)            | 85,3 %                  | 07:21                     | 08:14                     | 09:07                  |
| Antártida           | Estados Unidos         | Campo Pegasus                                       | 1h 45m 49s (solo parcial)            | 85,2 %                  | 07:21                     | 08:14                     | 09:07                  |
| Antártida           | Estados Unidos         | Campo Williams                                      | 1h 45m 48s (solo parcial)            | 85,2 %                  | 07:21                     | 08:14                     | 09:07                  |
| Océano Atlántico    | [No aplica]            | Océano Atlántico Sur                                | ?m ?s (?m ?s en cobertura total)     | 100 %                   | ??:??                     | ?:?                       | ??:??                  |
| Océano Austral      | [No aplica]            | Mar de Weddell                                      | ?m ?s (?m ?s en cobertura total)     | 100 %                   | ??:??                     | ?:?                       | ??:??                  |
| Océano Índico       | [No aplica]            | Océano Índico Sur                                   | ?m ?s (solo parcial)                 | %                       | ??:??                     | ?:?                       | ??:??                  |
| Océano Pacífico     | [No aplica]            | Océano Pacífico Sur                                 | ?m ?s (solo parcial)                 | %                       | :                         | :                         | :                      |
| Sudamérica          | Chile                  | Puerto Williams                                     | ? m ?s (solo parcial)                | 6 %                     | 07:55                     | ?:?                       | ??:??                  |
| Sudamérica          | Argentina/ Reino Unido | / Puerto Argentino/Stanley, Islas Malvinas/Falkland | 19 m 35 s (solo parcial)             | 39,8 %                  | 07:33                     | 07:33                     | 07:52                  |
| Sudamérica          | Argentina              | Ushuaia                                             | 3 m 57 s (solo parcial)              | 7,7 %                   | 07:58                     | 07:58                     | 08:01                  |
| África              | Botsuana               | Gaborone                                            | ?m ?s (solo parcial)                 | %                       | ??:??                     | ?:?                       | ??:??                  |
| África              | Lesoto                 | Quthing (ciudad)                                    | 17m 41s (solo parcial)               | 0,9 %                   | 06:08                     | 06:17                     | 06:26                  |
| África              | Lesoto                 | Maseru                                              | m s (solo parcial)                   | , %                     | :                         | :                         | :                      |
| África              | Namibia                | Keetmanshoop                                        | 43m 41s (solo parcial)               | 6,9 %                   | 05:45                     | 06:07                     | 06:29                  |
| África              | Sudáfrica              | Ciudad del Cabo                                     | 1h 15m 34s (solo parcial)            | 21,4 %                  | 05:42                     | 06:19                     | 06:58                  |
| Oceanía             |                        |                                                     |                                      |                         |                           |                           |                        |
| Australia           | Melbourne              | 32m 43s (solo parcial)                              | 6,8 %                                | 08:53                   | 09:11                     | 09:26                     |                        |
| Australia           | Hobart (Tasmania)      | 56m 39s (solo parcial)                              | 20,6 %                               | 08:34                   | 09:06                     | 09:31                     |                        |
| Australia           | Canberra               | 5m 3s (solo parcial)                                | 2,9 %                                | 08:56                   | 09:02                     | 09:02                     |                        |
| Nueva Zelanda       | Bluff                  | 9m 15s (solo parcial)                               | 16 %                                 | 08:11                   | 08:21                     | 08:21                     |                        |
| Nueva Zelanda       | Invercargill           | 7m 56s (solo parcial)                               | 14,1 %                               | 08:12                   | 08:20                     | 08:20                     |                        |

Fue visible de manera total o, al menos, parcial, en todo el continente antártico.

## Efectos
Este eclipse ha sido importante para los científicos, ya que les ha permitido estudiar la manera en que la electricidad fluye en la ionosfera en las zonas polares de la Tierra. Otro equipo de científicos se dedicó a estudiar la corona solar en su zona extendida.
A nivel biológico, muchas especies animales confundieron el eclipse solar con una inminente llegada de la temporada invernal para el continente.

## Galería

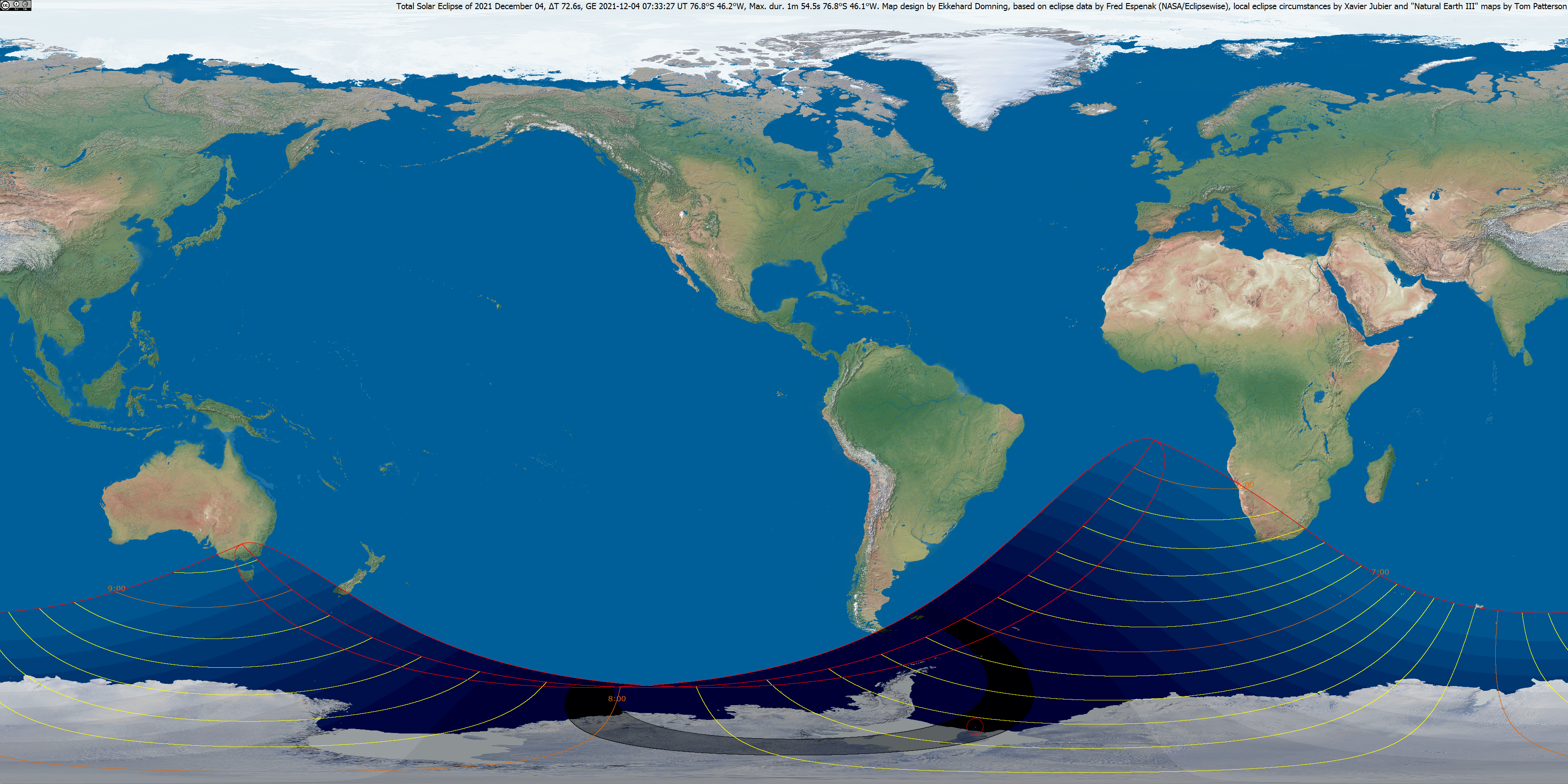
Mapamundi del eclipse solar del 4 de diciembre de 2021. El eclipse recorrió la zona sombreada. (Hacer zoom)
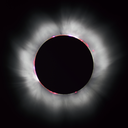
Ícono de un eclipse total de sol.
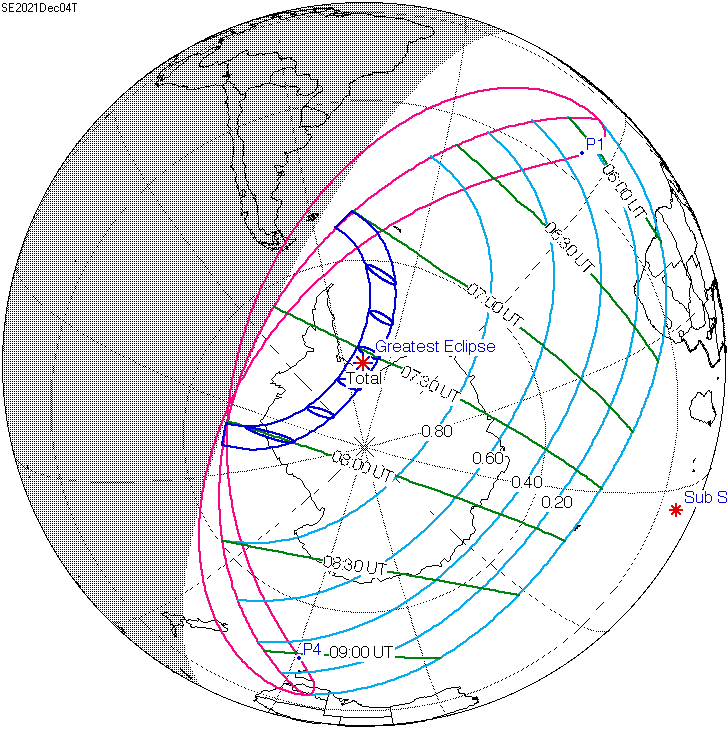
Mapa del eclipse con sus horarios y ancho de banda. (Hacer zoom)
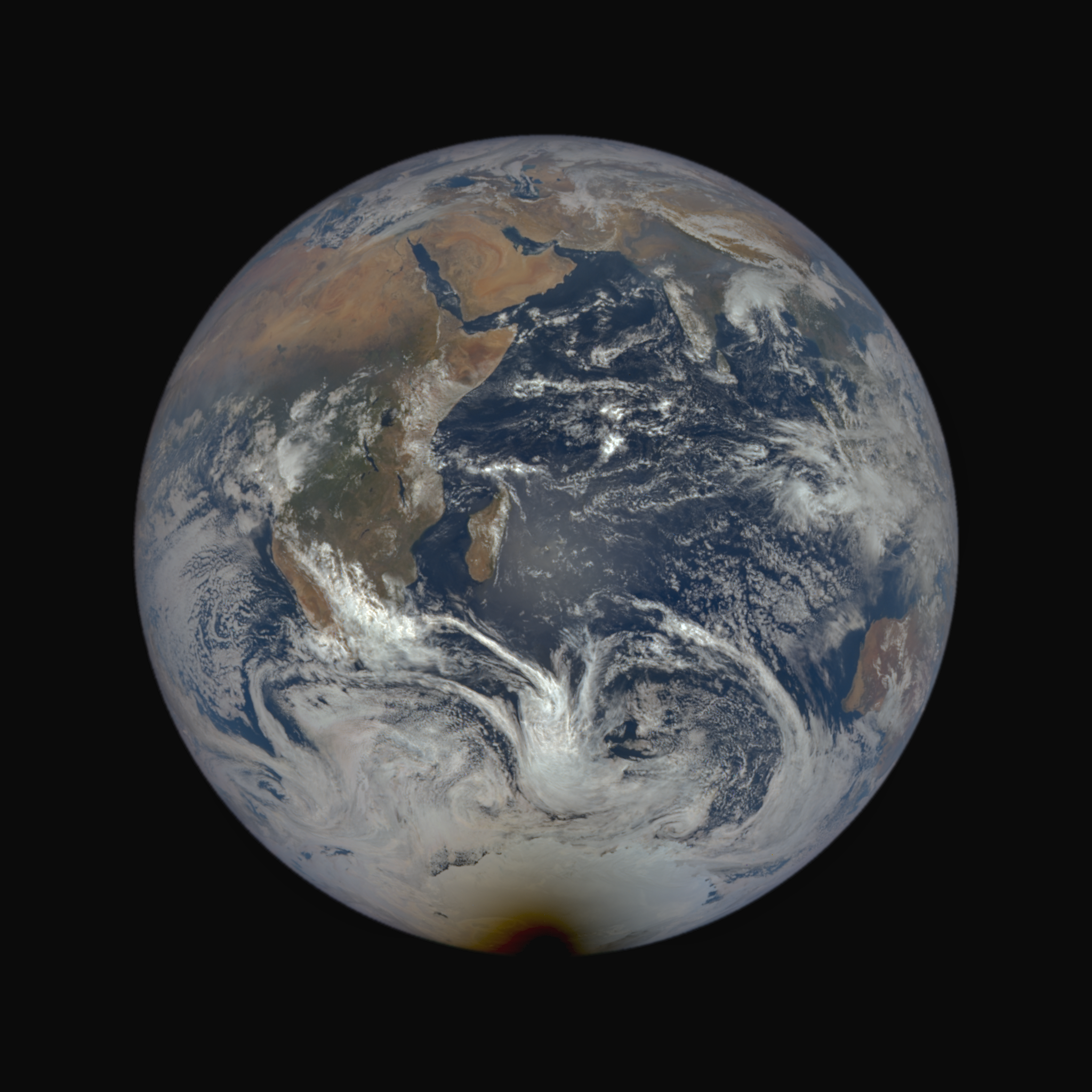
Fotografía satelital DSCOVR, mostrando efecto en llamas de la sombra eclipsal sobre la Antártida.
El eclipse solar visto desde Glaciar Unión. (Para visualizar imagen, ir a https://en.wikipedia.org/wiki/Solar_eclipse_of_December_4,_2021#/media/File:Solar_eclipse_12042021_viewed_from_Union_Glacier.png).El eclipse solar visto desde Glaciar Unión. (Para visualizar imagen, ir a https://en.wikipedia.org/wiki/Solar_eclipse_of_December_4,_2021#/media/File:Solar_eclipse_12042021_viewed_from_Union_Glacier.png).

### Fotografías y videos
- NASA Live Feed of the Dec. 4, 2021 Total Solar Eclipse
- FACh Fotografía 1
- FACh Fotografía 2
- FACh Fotografía 3

| Predecesor: 10 de junio de 2021 | 4 de diciembre de 2021 eclipse solar | Sucesor: 30 de abril de 2022 |

- Datos: Q1145907
- Multimedia: Solar eclipse of 2021 December 4 / Q1145907